# آورو ۵۶۰
آورو ۵۶۰ (به انگلیسی: Avro 560) یک هواپیمای ساختِ کارخانهٔ آورو در کشور بریتانیا است. این هواپیما در ۱۹۲۳ میلادی نخستین پرواز خود را انجام داد.